# Neil Abercrombie

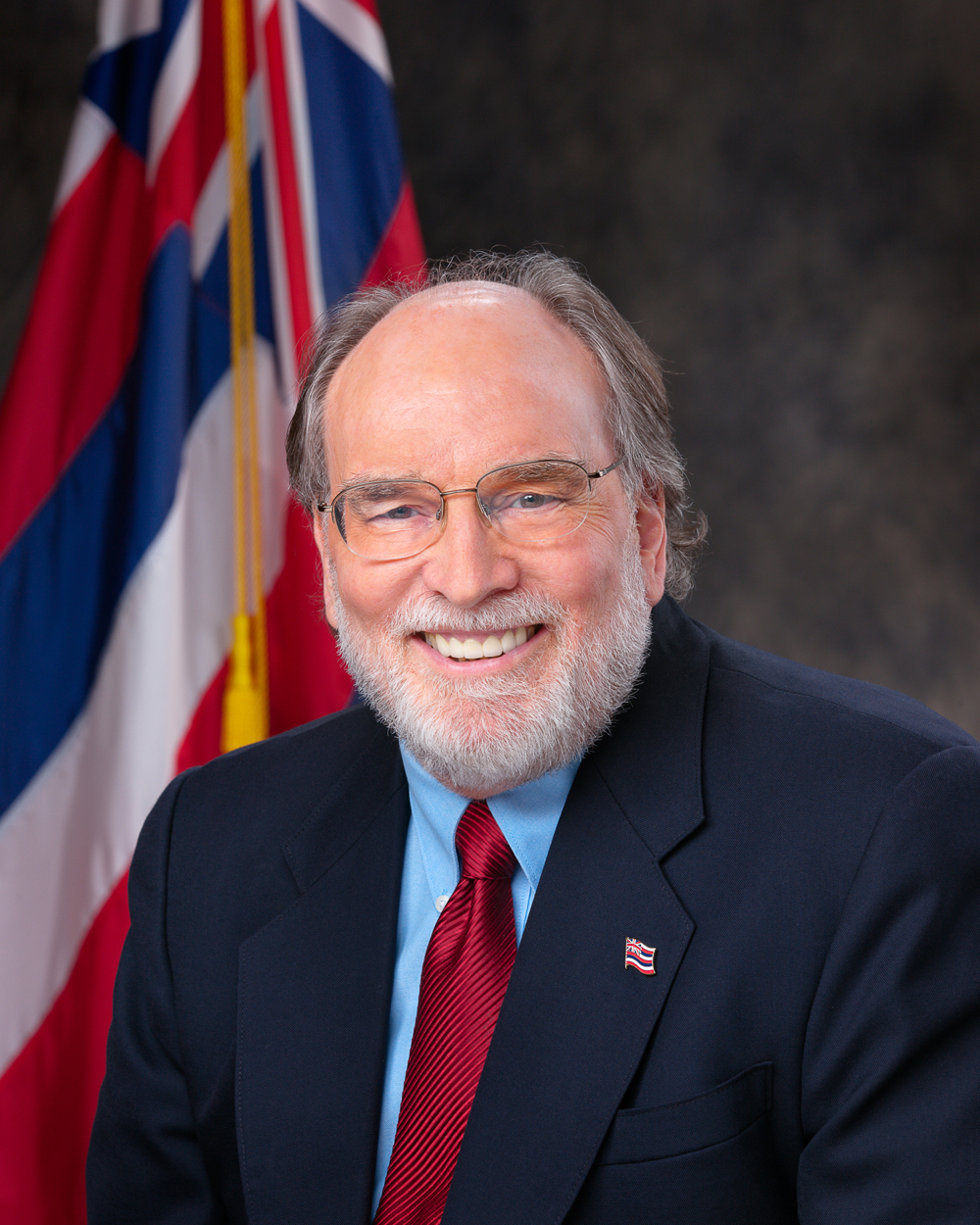
Neil Abercrombie (2011)

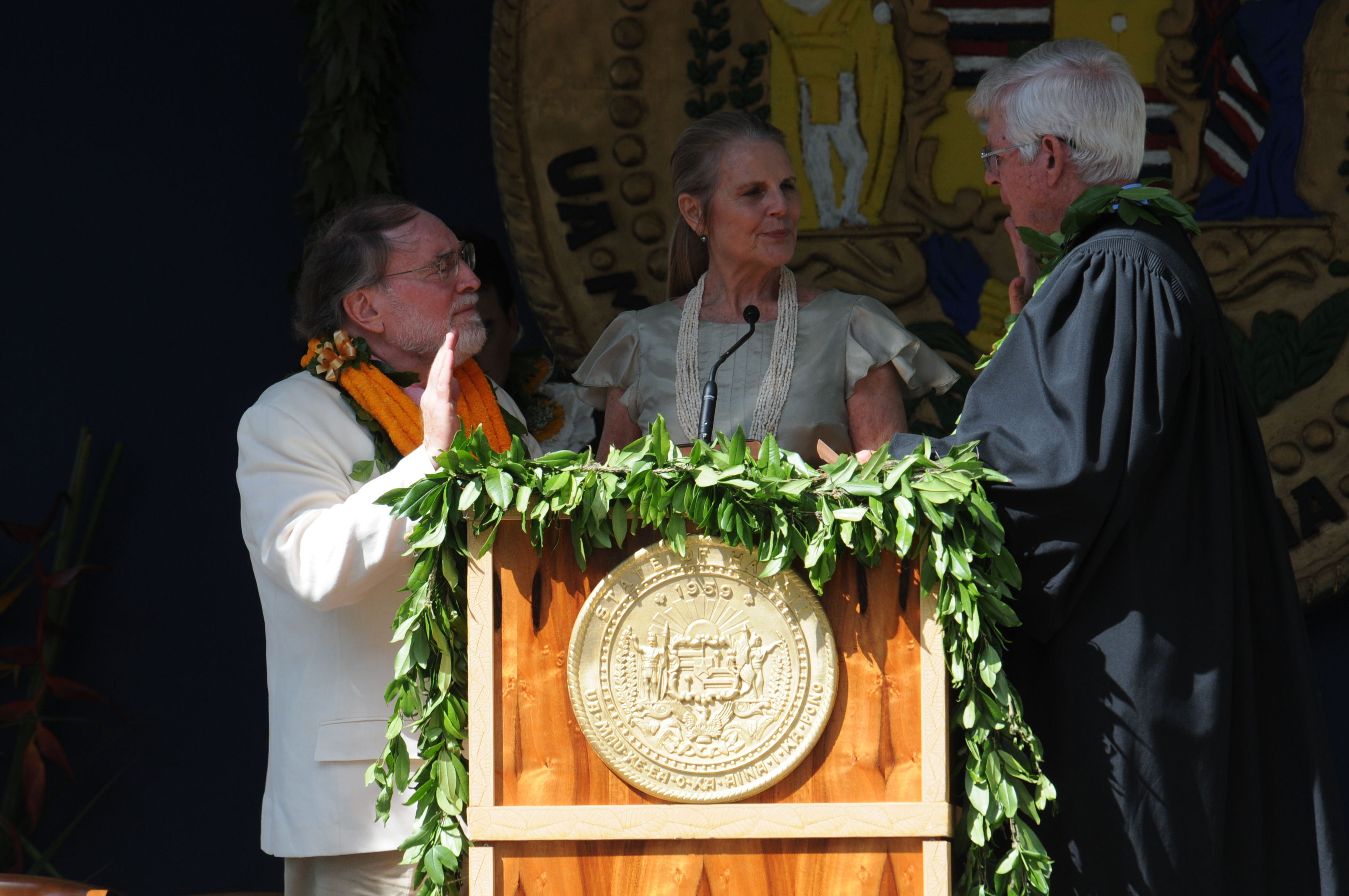
Abercrombie (links) bei seiner Vereidigung zum Gouverneur

Neil Abercrombie (* 26. Juni 1938 in Buffalo, New York) ist ein US-amerikanischer Politiker (Demokratische Partei). Er war von 1986 bis 1987 sowie von 1991 bis 2010 Mitglied des US-Repräsentantenhauses für den Bundesstaat Hawaii. Von Dezember 2010 bis Dezember 2014 war er Gouverneur von Hawaii.

## Leben und Wirken
Abercrombie beendete das Studium am Union College in Schenectady, New York mit dem Bachelor-Abschluss. Den Master-Abschluss machte er 1964 an der University of Hawaii in Manoa, wo er 1974 auch noch im Bereich der Philosophie promovierte. Im Jahr 1970 bewarb er sich erfolglos um die Nominierung seiner Partei für die Wahl zum Senat der Vereinigten Staaten; er wurde stattdessen 1974 in das Repräsentantenhaus von Hawaii gewählt, dem er bis 1978 angehörte. Anschließend zog er in den Senat von Hawaii ein, wo er bis 1986 verblieb. In einer Nachwahl, notwendig geworden durch den Verzicht des Abgeordneten Cecil Heftel im September 1986, wurde er in den 99. Kongress gewählt. Bei der Wahl zum 100. Kongress  wenige Monate später konnte er sein Mandat nicht bestätigen und unterlag der Republikanerin Pat Saiki. Nach einigen Jahren im Stadtparlament von Honolulu (City Council) konnte er sich 1990 bei der Wahl zum 102. Kongress durchsetzen. Seitdem der 102. Kongress Anfang 1991 zusammentrat, gehörte er ununterbrochen bis zu seinem Rücktritt am 26. Februar 2010 dem Repräsentantenhaus an.
Im März 2009 kündigte Abercrombie an, sich bei der Wahl 2010 um das Amt des Gouverneurs von Hawaii bewerben zu wollen. Amtsinhaberin Linda Lingle durfte laut Verfassung nicht mehr kandidieren. Er legte sein Mandat im US-Repräsentantenhaus Anfang 2010 nieder, um sich auf den Wahlkampf konzentrieren zu können. Im September desselben Jahres setzte er sich bei der Vorwahl der Demokraten gegen Mufi Hannemann durch und war somit Kandidat seiner Partei bei der Hauptwahl im November. Dort traf er auf den republikanischen Vizegouverneur James Aiona, den er mit einem Stimmenanteil von 58 Prozent deutlich besiegte. Abercrombie löste in der Folge Linda Lingle am 6. Dezember 2010 im Gouverneursamt ab. Nach seinem Amtsantritt war er bis zum 3. Januar 2011 mit 72 Jahren der älteste amtierende Gouverneur in den USA. Nach dieser kurzen Zeitspanne wurde er hierbei von dem zweieinhalb Monate älteren Jerry Brown abgelöst, nachdem dieser zum Gouverneur von Kalifornien vereidigt worden war. Als sein Vizegouverneur fungierte bis Ende 2012 Brian Schatz, seitdem Shan Tsutsui.
Im Jahr 2014 bewarb sich Abercrombie um die erneute Nominierung seiner Partei, um für eine zweite Amtszeit gewählt zu werden. Nachdem seine Popularitätswerte aber zuletzt stetig gesunken waren, verlor er in der demokratischen Primary überaus deutlich mit 32:67 Prozent der Stimmen gegen den Staatssenator David Ige, dessen republikanischer Kontrahent bei der Wahl am 4. November erneut James Aiona war. Seine Amtszeit endete am 1. Dezember 2014 mit der Amtseinführung von Ige.